# Olwen Brogan
Olwen Phillis Frances Brogan (née Kendall ; 15 décembre 1900 – 18 décembre 1989 plus tard Hackett) est une archéologue britannique et experte de la Libye romaine. 

## Biographie
Elle fréquente l'University College de Londres et y enseigne ensuite. Elle est l'auteure de deux monographies, de plus de trente articles et est une chroniqueuse régulière pour Antiquaries Journal, Antiquity et Journal of Roman Studies.
Brogan apprend les techniques de fouille avec Mortimer Wheeler à Verulamium et Caerleon. Son mémoire de maîtrise analyse la frontière romaine en Allemagne et la relation des peuples germaniques avec l'Empire romain.
Elle est l'une des principales fouilleuses de Gergovie en 1930, ce qui élargit la connaissance des oppida gauloises, mais ces travaux sont interrompus par la Seconde Guerre mondiale. Après la guerre, Brogan commence à travailler à Sabratha, dans le nord de la Libye, où elle est superviseuse en chef sous la direction de Kathleen Kenyon de 1948 à 1951. Tout en travaillant à Sabratha, elle fouille une zone d'habitation domestique derrière le forum connue sous le nom de "Casa Brogan". Sa méthode de fouille produit une excellente stratigraphie et un excellent enregistrement, contrairement aux expéditions coloniales traditionnelles en Afrique du Nord, où les maisons avaient tendance à être dégagées plutôt que fouillées et enregistrées de manière très détaillée.
Brogan fouille en Libye presque chaque année des années 1950 à 1974, particulièrement en Tripolitaine sur les sites Leptis Magna avec John Brian Ward-Perkins.
Le plus grand chantier de Brogan en Tripolitaine est la colonie intérieure et le cimetière monumental de Ghirza, en faisant l'un des sites les mieux publiés de l'intérieur libyen. Brogan fouille le site aux côtés d'Emilio Vergera-Cafarelli et David Smith pendant quatre saisons. Ce travail révèle des structures qui s'inscrivent dans la tradition de l'Afrique romaine de fusion des traditions hellénistiques, puniques et romaines avec les besoins rituels et les idéologies africaines.
Elle travaille également en Tunisie, en Algérie et au Maroc et dans les années 1970, Brogan produit une publication d'une barrière linéaire romaine de 1 km de long composée d'un mur en pierre, d'un talus et d'un fossé. Il est significatif car il marque la poursuite de terrassements frontaliers déjà connus en Tunisie.
Entre 1969 et 1974, Brogan est nommée premier secrétaire honoraire de la Société d'études libyennes. En 1984, la Société organise une conférence en son honneur, qui aboutit à la publication de « Ville et campagne en Tripolitaine romaine : articles en l'honneur d'Olwen Hackett ».
La collection Olwen Brogan, une collection des travaux de Brogan relatifs à son travail en Afrique du Nord et en France, se trouve dans les archives de l'Institut britannique d'études libyennes et nord-africaines, hébergé à l'Université de Leicester.